# Waterloo (Indiana)
Waterloo is een plaats (town) in de Amerikaanse staat Indiana, en valt bestuurlijk gezien onder DeKalb County.

## Demografie
Bij de volkstelling in 2000 werd het aantal inwoners vastgesteld op 2200.
In 2006 is het aantal inwoners door het United States Census Bureau geschat op 2196, een daling van 4 (-0,2%).

## Geografie
Volgens het United States Census Bureau beslaat de plaats een oppervlakte van
3,9 km², geheel bestaande uit land. Waterloo ligt op ongeveer 276 m boven zeeniveau.

## Plaatsen in de nabije omgeving
De onderstaande figuur toont nabijgelegen plaatsen in een straal van 16 km rond Waterloo.